# Schnauzer géant
Le Schnauzer géant est une race de chiens.

## Historique
De son vrai nom Riesenschnauzer, le schnauzer géant est, comme tous les types de Schnauzer, originaire du sud de l’Allemagne, vers le Bade-Wurtemberg et la Bavière.
De nos jours, il est principalement utilisé pour la garde des maisons et des maîtres ; mais son excellent flair lui permet de briller dans la recherche de personnes, de drogue ou d’explosifs. C'est un chien équilibré, résistant et aimant les enfants. C'est aussi un bon gardien.

## Aspect général

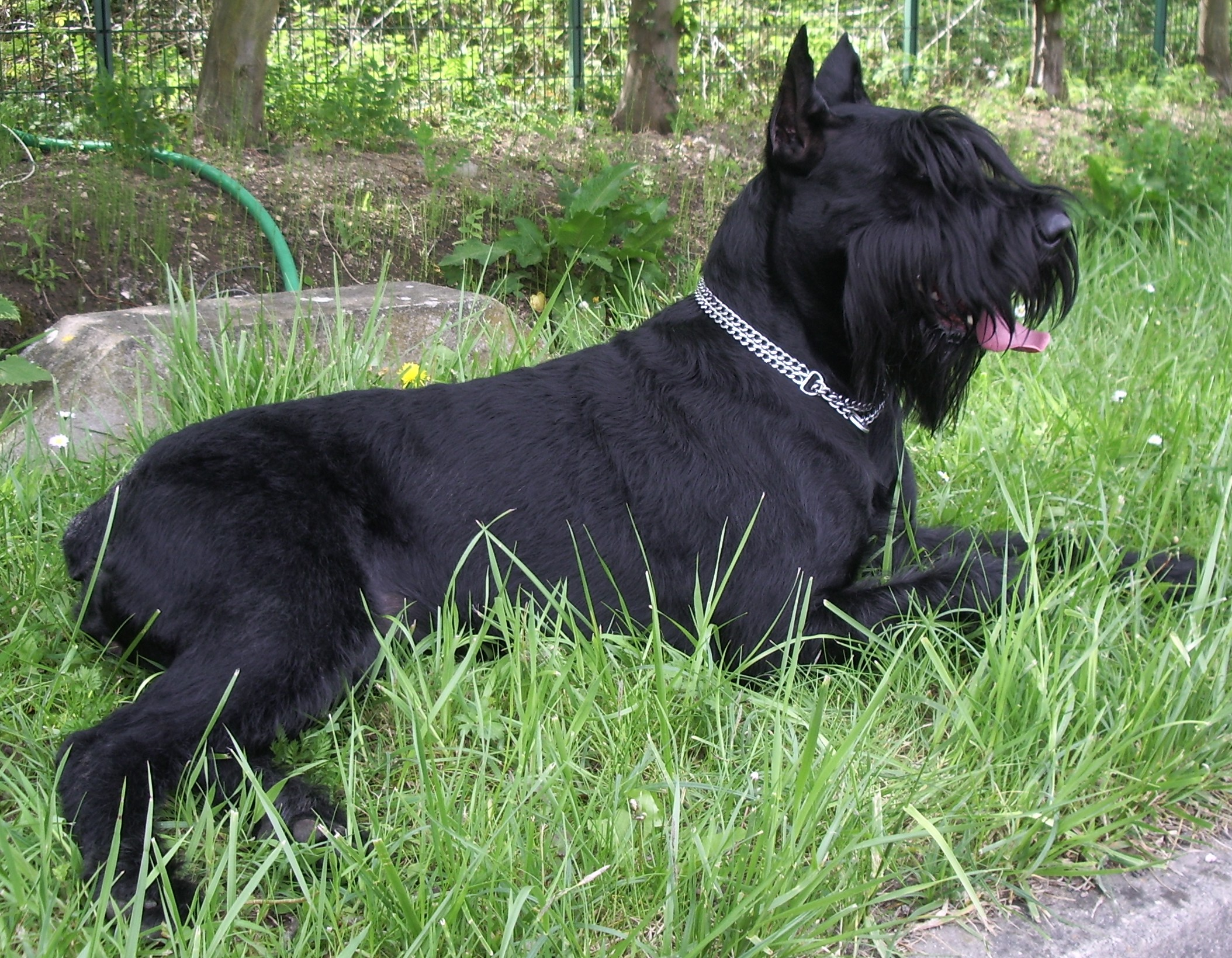
Schnauzer Géant femelle.

C'est un chien imposant, puissant qui impose le respect par sa stature. Le mâle mesure 70 cm de haut pour environ 45 kg mais supporte quelques kilos de plus sans paraître lourd. La femelle est légèrement plus petite et plus légère.
Le corps est cob, construit dans un carré, la longueur est équivalente  à la hauteur au garrot.
La ligne de dos part du  garrot et descend en pente vers l'arrière jusqu’à la naissance de la queue. Le garrot constitue le point le plus haut du dos. Celui-ci est solide, court et ferme. La distance entre les dernières côtes et la hanche est courte. Le chien paraît  court et ramassé. La croupe, très musclée, forme un léger arrondi depuis la racine de la queue.
La poitrine, de largeur modérée, est ovale. Elle descend jusqu'aux coudes. Le poitrail semble puissant car il est nettement accusé par la pointe du sternum. La cage thoracique  dessine une belle ligne arquée avec les flancs qui ne sont pas exagérément relevés.
La tête, comme le corps, paraît carrée, puissante. Sa  longueur est presque la moitié de celle du dos. Elle doit être en accord avec la puissance du chien. Le crâne est fort, allongé. Le front plat, sans rides, et le chanfrein bien droit, sont séparés par un stop bien marqué et accentué par les sourcils très fournis, qui doivent être parallèles et de longueur égale. Le museau  se termine en coin tronqué.
La truffe est bien développée et d’un noir intense ; les narines sont largement ouvertes. Les lèvres noires sont bien appliquées à plat contre les mâchoires, elles sont cachées par une barbe importante. Les mâchoires sont solides, articulées en ciseaux avec 42 dents d'un blanc pur. Les masséters sont développés sans excès, accentuant la forme rectangulaire de la tête (avec la barbe).
Les yeux brun foncé sont d’une grandeur moyenne. Ovales, ils sont dirigés vers l’avant, et donnent une expression vive à la tête. Les paupières doivent épouser parfaitement la forme du globe oculaire.
Les oreilles sont repliées et pendantes, attachées haut, en forme de « v », elles doivent être portées symétriquement et pointées vers l'avant en direction des tempes. Le bord interne de l’oreille est accolé à la joue ; le pli parallèle ne doit pas dépasser le niveau du crâne.
Le cou est  musclé et robuste, il est fermement implanté, élancé et noblement galbé. L'encolure se fond harmonieusement dans le garrot en accord avec la puissance du chien.  La peau de la gorge est fermement appliquée aux muscles et ne forme pas de plis.
La queue, naturelle, forme un fouet d’environ 40 cm de long.
Les membres antérieurs sont solides, droits et pas trop serrés. Les épaules sont  fermement attachées à la paroi thoracique, bien  musclée. Les bras sont prêts du corps, solides et musclés, et les coudes sont correctement appliqués, sans tournés. Les avant-bras sont absolument droits, développés et bien musclés.
Les membres postérieurs  sont obliques, parallèles et pas trop serrés. Les cuisses sont de longueur moyenne, larges et fortement musclées avec des jambes longues et nerveuses, elles se prolongent  par un jarret solide à l’angulation accusée.
Les pieds sont courts et ronds. Les doigts sont serrés et cambrés comme des pieds de chat, les coussinets sont résistants et les ongles durs et foncés.
Sur tout le corps, la peau  est bien appliquée aux tissus sous-jacents.